# Volksabstimmungen in der Schweiz 1972
Dieser Artikel bietet eine Übersicht der Volksabstimmungen in der Schweiz im Jahr 1972.
In der Schweiz fanden auf Bundesebene sieben Volksabstimmungen statt, im Rahmen von vier Urnengängen am 5. März, 4. Juni, 24. September und 3. Dezember. Dabei handelte es sich um drei Volksinitiativen (davon zwei mit dazu gehörendem Gegenentwurf) und vier obligatorische Referenden.

## Abstimmungen am 5. März 1972

### Ergebnisse
| Nr. | Vorlage | Art | Stimm- berechtigte | Abgegebene Stimmen | Beteiligung | Gültige Stimmen | Ja        | Nein    | Ja-Anteil | Nein-Anteil | Stände | Ergebnis |
| --- | --- | --- | ------------------ | ------------------ | ----------- | --------------- | --------- | ------- | --------- | ----------- | ------ | -------- |
| 227 | Bundesbeschluss vom 17. Dezember 1971 betreffend die Ergänzung der Bundesverfassung durch einen Artikel 34sexies über den Wohnungsbau und betreffend das Volksbegehren zur Bildung eines Wohnbaufonds (Denner-Initiative) | VI  | 3'600'759          | 1'285'893          | 35,70 %     | 1'244'492       | '0360'262 | 835'315 | 28,95 %   | 71,05 %     | 0:22   | nein     |
| 227 | Gegenentwurf zur Wohnungsbauinitiative | GE  | 3'600'759          | 1'285'893          | 35,70 %     | 1'244'492       | '0727'629 | 432'872 | 58,47 %   | 41,53 %     | 22:0   | ja       |
| 228 | Bundesbeschluss vom 17. Dezember 1971 betreffend die Ergänzung der Bundesverfassung durch einen Artikel 34septies über die Allgemeinverbindlicherklärung von Mietverträgen und Massnahmen zum Schutze der Mieter          | OR  | 3'600'759          | 1'285'714          | 35,70 %     | 1'238'117       | 1'057'322 | 180'795 | 85,40 %   | 14,60 %     | 22:0   | ja       |

### Förderung des Wohnungsbaus
Seit 1970 war die Preisbildung bei Mietzinsen weitgehend dem Markt überlassen, was zu grossen Preisunteschieden zwischen Alt- und Neubauwohnungen führte. Besonders in Städten und Agglomerationen war die Wohnungsnot akut, andererseits war die Wirkung der Wohnbauförderung wegen des Mangels an erschlossenem Bauland begrenzt. Das Detailhandelsunternehmen Denner betrachtete die Wohnungsnot als direkte Folge der starken Zuwanderung ausländischer Arbeitskräfte und reichte 1971 eine Volksinitiative ein. Nach einer Art Verursacherprinzip sollten die Exporte und das Kapital grosser Unternehmen mit einer Abgabe belastet werden, mit der ein Wohnbaufonds finanziert werden sollte; ebenfalls bezahlen sollten Unternehmen pro angestellten Ausländer (falls sie mehr als fünf beschäftigten). Bundesrat und Parlament stellten der Initiative einen direkten Gegenentwurf entgegen. Unterstützung erhielten die Initianten nur von der Nationalen Aktion und vom Christlichnationalen Gewerkschaftsbund. Für sie war es nur gerecht, dass die Profiteure der starken Einwanderung einen finanziellen Beitrag zur Lösung der von ihnen mitverursachten Probleme leisten sollten. Die Gegner waren der Meinung, der Wohnbaufonds belaste die Exportwirtschaft zu stark, was zu einem Verlust an Konkurrenzfähigkeit führen würde. Überdurchschnittlich stark betroffen wäre zudem die Baubranche, was eine weitere Steigerung der Baukosten zur Folge hätte. Über zwei Drittel der Abstimmenden und alle Kantone lehnten die Initiative ab.

### Gegenentwurf zur Wohnungsbauinitiative
Der vom Parlament verabschiedete Gegenentwurf zur Wohnungsbauinitiative war weniger detailliert und enthielt im Wesentlichen die allgemeine Kompetenz des Bundes zur Förderung des Wohnungsbaus und des Erwerbs von Wohneigentum. Von zentraler Bedeutung waren dabei die Baulanderschliessung, die Senkung der Baukosten durch weniger strenge Vorschriften sowie die Kapitalbeschaffung. Die Initianten hielten den Gegenentwurf für zu wenig bindend und lehnten ihn deshalb ab. Fast alle Parteien und Interessenverbände (darunter der Mieterverband) zogen ihn der Initiative vor, denn er biete eine langfristig wirksame Politik zur Bremsung des Mietpreisanstiegs. Der Gegenentwurf stiess bei knapp drei Fünftel der Abstimmenden und in allen Kantonen auf Zustimmung.

### Mieterschutzmassnahmen
Angesichts des vor allem in Ballungszentren akuten Wohnraummangels waren neben der Bauförderung auch der Mieterschutz und die Erklärung der Allgemeinverbindlichkeit von Mietverträgen ein Thema. Da die Mieter einer immer grösser werdenden Gefahr von Missbräuchen im Mietrecht ausgesetzt waren, kam es zu mehreren Eingaben seitens einiger Kantone, des Schweizerischen Gewerkschaftsbundes, des Mieterverbandes und der Kommission für Konsumentenfragen. Schliesslich schlug der Bundesrat im Rahmen der Debatte über die Wohnungsbauinitiative einen neuen Artikel vor, mit dem Mieterschutzbestimmungen in der Bundesverfassung verankert werden sollten. Unter anderem sollten Rahmenmietverträge zwischen Vermieter- und Mieterverbänden für allgemeinverbindlich erklärt werden (diese enthielten Bestimmungen zu garantierten Mindestmietdauern, Kündigungsmodalitäten und paritätischen Schlichtungsstellen). Auf eine Reglementierung der Mietpreise sollte aber weiterhin verzichtet werden. Praktisch alle Parteien und Verbände unterstützten die Vorlage, denn sie schuf eine angemessene Möglichkeit, Mieter in Zeiten und Gebieten der Angebotsknappheit vor Missbräuchen zu schützen. Organisierter Widerstand kam einzig vom Gewerbeverband, der durch die staatlichen Eingriffe eine schwerwiegende Störung des Wohnungswesens befürchtete. Mehr als vier Fünftel der Abstimmenden und alle Kantone nahmen die Verfassungsänderung an. Eine rekordhohe Zustimmung resultierte im Kanton Genf mit 97,76 Prozent.

## Abstimmungen am 4. Juni 1972

### Ergebnisse
| Nr. | Vorlage                                                                             | Art | Stimm- berechtigte | Abgegebene Stimmen | Beteiligung | Gültige Stimmen | Ja      | Nein    | Ja-Anteil | Nein-Anteil | Stände | Ergebnis |
| --- | ----------------------------------------------------------------------------------- | --- | ------------------ | ------------------ | ----------- | --------------- | ------- | ------- | --------- | ----------- | ------ | -------- |
| 229 | Bundesbeschluss vom 25. Juni 1971 über Massnahmen zur Stabilisierung des Baumarktes | OR  | 3'604'099          | 963'855            | 26,73 %     | 929'621         | 774'794 | 154'827 | 83,35 %   | 16,65 %     | 22:0   | ja       |
| 230 | Bundesbeschluss vom 8. Oktober 1971 über den Schutz der Währung                     | OR  | 3'604'099          | 963'187            | 26,71 %     | 922'138         | 808'974 | 113'164 | 87,73 %   | 12,27 %     | 22:0   | ja       |

### Stabilisierung des Baumarktes
Die sich abschwächende Hochkonjunktur und die Verlangsamung des Wachstums führten in den frühen 1970er Jahren zu einer noch nie da gewesenen Inflation, worauf der Bundesrat flankierende Massnahmen beschloss. Neben verschiedenen geldpolitischen Vorkehrungen (siehe unten) war auch ein auf drei Jahre befristeter dringlicher Bundesbeschluss vorgesehen. Dadurch sollten in Regionen mit überforderter Baukapazität ein Abbruchverbot erlassen und Bauvorhaben von geringer Dringlichkeit mit einer befristeten Ausführungssperre belegt werden. Davon betroffen waren Luxus- und Spekulationsobjekte sowie Verwaltungs- und Militärbauten, wodurch die Nachfrage gedämpft und gleichzeitig Kapazitäten für den dringend notwendigen Wohnungsbau freigesetzt werden sollten. Auf Antrag der SP beschloss das Parlament, die Beschränkung auf industrielle und gewerbliche Bauten auszudehnen. Obwohl der Bundesbeschluss bereits mit der Veröffentlichung in Kraft trat, war trotzdem ein obligatorisches Referendum erforderlich, da die Gültigkeitsdauer länger als ein Jahr war. Die meisten Parteien und Interessenverbände unterstützten die Vorlage, denn nur so könnten weitere Teuerungswellen verhindert werden. Opposition gab es lediglich durch den LdU und den Gewerbeverband; ihnen zufolge sei die Wirksamkeit der Stabilisierungsmassnahmen nicht bewiesen. Die Vorlage war völlig unbestritten und mehr als vier Fünftel aller Abstimmenden gaben ihre Zustimmung.

### Schutz der Währung
Gleichzeitig mit der Stabilisierung des Baumarktes waren auch verschiedene geldpolitische Massnahmen zur Bekämpfung der Inflation vorgesehen. Um dem unerwünschten Zustrom von Devisen (besonders US-Dollar) rasch und wirksam begegnen zu können, beantragte der Bundesrat einen dringlichen Bundesbeschluss «zum Schutze der Währung». In Absprache mit der Nationalbank sollten zeitlich begrenzte Massnahmen zur Stabilisierung des Frankens ergriffen werden können. Der Nationalrat kam den Kritikern entgegen und setzte eine Begrenzung der Gültigkeitsdauer auf drei Jahre durch; ausserdem wurden Massnahmen kredit-, produktions-, preis- und lohnpolitischer Art ausdrücklich ausgeschlossen. Auch hier war ein obligatorisches Referendum erforderlich, obwohl der Bundesbeschluss bereits mit seiner Veröffentlichung in Kraft trat. Mit Ausnahme der Nationalen Aktion und der Republikaner unterstützten alle Parteien und Interessenverbände die Vorlage, entsprechend flau verlief der Abstimmungskampf. Beinahe neun Zehntel aller Abstimmenden gaben ihre Zustimmung. Die Beteiligung von 26,71 Prozent war die tiefste, die je bei einer eidgenössischen Volksabstimmung verzeichnet wurde. Für den Tages-Anzeiger war dies nicht weiter verwunderlich, denn das Stimmvolk habe nur noch die auf Notrecht basierenden Massnahmen nachträglich abnicken können.

## Abstimmung am 24. September 1972

### Ergebnis
| Nr. | Vorlage                                                                          | Art | Stimm- berechtigte | Abgegebene Stimmen | Beteiligung | Gültige Stimmen | Ja      | Nein    | Ja-Anteil | Nein-Anteil | Stände | Ergebnis |
| --- | -------------------------------------------------------------------------------- | --- | ------------------ | ------------------ | ----------- | --------------- | ------- | ------- | --------- | ----------- | ------ | -------- |
| 231 | Volksbegehren betreffend vermehrte Rüstungskontrolle und ein Waffenausfuhrverbot | VI  | 3'620'937          | 1'198'239          | 33,34 %     | 1'177'879       | 585'046 | 592'833 | 49,67 %   | 50,33 %     | 7:15   | nein     |

### Waffenausfuhrverbot
Nigerianische Truppen setzten im Biafra-Krieg unter anderem Fliegerabwehrgeschütze der Werkzeugmaschinenfabrik Bührle ein, die illegal exportiert worden waren. Der SP und den Kirchen nahe stehende Persönlichkeiten sowie pazifistische Kreise griffen die Empörung auf und reichten Ende 1970 eine Volksinitiative ein. Sie verlangte, dass die Ausfuhr von Kriegsmaterial auf neutrale Staaten in Europa beschränkt werden sollte. Ein halbes Jahr später nahm der Bundesrat dazu ablehnend Stellung, während eine von ihm eingesetzte Expertenkommission den Erlass eines Kriegsmaterialgesetzes empfahl, das die bestehenden Kontrollen und Strafen verschärfen sollte. Das Parlament nahm einen entsprechenden Entwurf an und stellte ihn der Initiative als indirekten Gegenvorschlag gegenüber. Entsprechend zeigte sich in der Abstimmungskampagne ein klarer Links-Rechts-Kontrast. Die Befürworter argumentierten, bei den Waffenexporten stehe die Glaubwürdigkeit der Friedenspolitik und der Neutralität der Schweiz auf dem Spiel. Den Gegnern zufolge würde ein Exportverbot die Landesverteidigung schwächen, denn die Schweizer Rüstungsbetriebe seien auf Exporte angewiesen und kämen allein mit Aufträgen der Schweizer Armee nicht über die Runden. Ausserdem sei das neue Kriegsmaterialgesetz eine wirkungsvolle Massnahme gegen fragwürdige Rüstungsexporte. Das Ergebnis fiel mit 49,67 Prozent Ja-Stimmen denkbar knapp aus, während das Ständemehr deutlicher verpasst wurde.

## Abstimmungen am 3. Dezember 1972

### Ergebnisse
| Nr. | Vorlage | Art | Stimm- berechtigte | Abgegebene Stimmen | Beteiligung | Gültige Stimmen | Ja        | Nein      | Ja-Anteil | Nein-Anteil | Stände | Ergebnis |
| --- | --- | --- | ------------------ | ------------------ | ----------- | --------------- | --------- | --------- | --------- | ----------- | ------ | -------- |
| 232 | Bundesbeschluss vom 30. Juni 1972 betreffend das Volksbegehren für eine wirkliche Volkspension und die Änderung der Bundesverfassung auf dem Gebiete der Alters-, Hinterlassenen- und Invalidenvorsorge                       | VI  | 3'628'891          | 1'921'226          | 52,93 %     | 1'884'775       | '0294'511 | 1'481'488 | 15,63 %   | 84,37 %     | 0:22   | nein     |
| 232 | Gegenentwurf zum Volksbegehren für eine Volkspension | GE  | 3'628'891          | 1'921'226          | 52,93 %     | 1'884'775       | 1'393'797 | '0418'018 | 73,95 %   | 26,05 %     | 22:0   | ja       |
| 233 | Bundesbeschluss vom 3. Oktober 1972 über die Abkommen zwischen der Schweizerischen Eidgenossenschaft und der Europäischen Wirtschaftsgemeinschaft sowie den Mitgliedstaaten der Europäischen Gemeinschaft für Kohle und Stahl | OR  | 3'628'891          | 1'920'153          | 52,90 %     | 1'854'459       | 1'344'994 | '0509'465 | 72,53 %   | 27,47 %     | 22:0   | ja       |

### Volkspension
Ende der 1960er Jahre gab es vermehrt Forderungen nach einem weitreichenden Ausbau der Sozialversicherungssysteme. So reichte die PdA 1969 eine Volksinitiative ein, die existenzsichernde Altersrenten forderte. Zu diesem Zweck sollten die staatliche Alters- und Hinterlassenenversicherung (AHV) und die Invalidenversicherung (IV) stark ausgebaut werden. Ebenso sollten die bestehenden Vermögenswerte der beruflichen Vorsorge in die AHV überführt werden. Der Bundesrat empfahl die Ablehnung der Initiative. Er wollte stattdessen das seit 1964 angewandte Drei-Säulen-Prinzip verbessern und insbesondere die berufliche Vorsorge markant ausbauen, weshalb er dem Parlament einen Gegenentwurf vorlegte. Beide Räte folgten den Empfehlungen, indem sie die Initiative zurückwiesen und den Gegenentwurf unterstützten. Nur vier Kantonalparteien der SP sprachen sich für die Initiative aus. Die Befürworter hielten die Finanzierung über eine staatliche AHV-Kasse für gerechter, da sie dem Umlageverfahren folgt, und warnten vor einer Machtkonzentration bei den Pensionskassen. Auf der anderen Seite betonten die Gegner die Vorzüge des Gegenentwurfs. Über drei Viertel der Abstimmenden und alle Kantone lehnten die Vorlage ab.

### Gegenentwurf zur Volkspension
Der vom Parlament verabschiedete Gegenentwurf zur Volkspensionsinitiative schlug eine Revision von Artikel 34quarter der Bundesverfassung vor. Nicht nur sollten die Leistungen von AHV und IV ausgebaut werden, sondern auch die berufliche Vorsorge. Ebenso sollten das bisher informelle Dreisäulenprinzip und der Auftrag zur entsprechenden Ausführungsgesetzgebung verankert werden. Die Befürworter des Gegenentwurfs warnten, die Initiative sei «grösste Verstaatlichungsaktion des Jahrhunderts». Sie betonten auch die notwendige Partnerschaft von öffentlicher und privater Vorsorge, denn sie überlasse dem Einzelnen die Entscheidungsfreiheit. Knapp drei Viertel der Abstimmenden und alle Kantone nahmen den Gegenentwurf an.

### Abkommen mit der EWG und der EGKS
Die Schweiz trat zwar dem Europarat, der EFTA und der OECD teil, doch der Europäischen Wirtschaftsgemeinschaft (EWG) und der Europäischen Gemeinschaft für Kohle und Stahl (EGKS) gegenüber verhielt sie sich zurückhaltend. Gemeinsame verbindliche Beschlüsse von Staaten hielt der Bundesrat für nicht mit der Neutralität vereinbar, doch die engen wirtschaftlichen Verflechtungen mit den EWG-Mitgliedsländern machten eine engere Zusammenarbeit dennoch notwendig. So kam im Juli 1972 nach mehrmonatigen Verhandlungen ein Freihandelsabkommen zwischen der Schweiz und der EWG zustande, mit dem Handelshemmnisse für industriell erzeugte Produkte abgebaut werden sollten. Aufgrund der grossen Bedeutung bat der Bundesrat das Parlament darum, das Abkommen Volk und Ständen zur Abstimmung zu unterbreiten (obwohl dies rechtlich nicht notwendig war). Die meisten Parteien und Wirtschaftsverbände unterstützten das Abkommen und präsentierten es als guten Mittelweg zwischen dem nicht zur Diskussion stehenden EWG-Beitritt und dem völligen Alleingang, der ohnehin illusorisch sei. Opposition gegen das Abkommen gab es von ganz links und ganz rechts: PdA und POCH kritisierten die Intensivierung der Beziehungen mit dem kapitalistischen Westen, während Nationale Aktion und Republikaner einen schleichenden Souveränitätsverlust der Schweiz befürchteten. Profitieren würde letztlich nur die rohstoffabhängige Exportwirtschaft als Hauptverursacherin der «Überfremdung». Etwas weniger als drei Viertel der Abstimmenden und alle Kantone nahmen das Abkommen mit der EWG und der EGKS an.